# Secuestro de la ciénaga de El Torno
El Secuestro de la ciénaga de El Torno fue un secuestro de 9 personas en la Ciénaga de El Torno, inmediaciones de Barranquilla, Colombia, el 6 de junio de 1999 por el grupo guerrillero Ejército de Liberación Nacional (ELN). El ELN había iniciado una ola de secuestros masivos para presionar al Gobierno colombiana a crear una zona de despeje en la costa norte del país, donde se realizarían negociaciones de paz.

## Secuestro
El grupo de nueve excursionistas paseaban en sus lanchas y pescaban cuando fueron abordados por guerrilleros del ELN en lanchas. Todos los secuestrados residían en Barranquilla, y entre estos se encontraba el exconcejal Orlando Rodríguez Saavedra, y su hijo Boris.
A los 108 días de cautiverio, la puertorriqueña Rosa de la Cruz, fue liberada junto a otras cuatro personas.
El jueves, 24 de agosto del 2000, el ELN liberó a uno de los secuestrados llamado Jorge Balaguer, de 26 años.
El 4 de febrero de 2002, el ELN dejó en libertad al último de los secuestrados de la Ciénaga del Torno.

## Masacre de la Ciénaga Grande
Según alias Jorge 40 la masacre de la Ciénaga Grande perpetrada por las Autodefensas Unidas de Colombia (AUC), donde fueron asesinados 60 pescadores y varios familias fueron desplazadas fue una forma de retaliación por el secuestro de las 9 socios del club de pesca de El Torno ante la sospecha de que algunos de los secuestradores se escondían en dicha región, además de existir un interés particular de Carlos Castaño, para entonces jefe máximo de las AUC, de penetrar el departamento del Atlántico ya que se consideraba a este un sitio estratégico puesto que se encuentra situado entre dos importantes capitales de la región Barranquilla y Santa Marta.